# Ruffec (Indre)
Ruffec è un comune francese di 672 abitanti situato nel dipartimento dell'Indre nella regione del Centro-Valle della Loira.

## Società

### Evoluzione demografica
Abitanti censiti